# Bemenőegység és kimenőegység
A bemenőegység teszi lehetővé, hogy egy adott feladat megoldását leíró program(ok) és adat(ok) bekerüljenek a gép memóriájába. A számolási folyamat végén az eredményt a kimenőegység közli.

## Bemenőegység
A bemenőegység teszi lehetővé, hogy a feladat megoldását leíró program és adatok bekerüljenek a gép memóriájába történhet a kezelőpult billentyűinek segítségével közvetlenül, vagy távírógépek segítségével nagy távolságokból is. Az olvasóberendezés, amikor az előtte elhaladó lyukszalagon vagy lyukkártyán lyukasztást észlel, zárja az elektromos áramkört. A bemenőegység így a statikus kódokat (lyukasztás) impulzussorozattá (dinamikus kódokká) alakítja.
Nagy tömegű adat bevitelére különösen alkalmas a mágnesszalag vagy mágnesdob. Az információkat hordozó és nagy sebességgel haladó (forgó) mágnesszalagról (dobról) egy leolvasófej (éppen úgy, mint a magnetofon esetében) olvassa le az adatokat. A korszerű bemenőegységek tartozéka egy képernyővel kombinált kezelőpult, amely lehetővé teszi a program közvetlen bevitele után a gép munkájának állandó figyelemmel kísérését és az abba való beavatkozást, azaz „a párbeszédet”. Ábrákat megjelenítő képernyőn fénysugár (fényceruza) segítségével is lehet utasításokat bevinni a gépbe. Az ember-gép kapcsolatot megkönnyítő számos be- és kimeneti egység jelent meg újabban a piacon, s a modern fejlesztés egyik legfontosabb célja e kapcsolat, azaz a bemeneti egységek javítása.

## Kimenőegység
A számolási folyamat végén az eredményt a kimenőegység közli, amely lehet elektromos írógép, sornyomtató, lyukszalag, lyukkártya-lyukasztó, mágneses szalag, betűt, számot vagy ábrát megjelenítő képernyő, különféle vezérelt rajzológép vagy – ha a gép közvetlenül folyamatokat vezérel (például rakétairányítás, szerszámgép- vagy gyártásellenőrzés) – speciális elektromos vagy elektromechanikus készülék, amelyik alkalmas a vezérelt-irányított folyamat közvetlen befolyásolására. A mágnesszalag előnyös pl., ha a kimenőadatokon a gépnek még további műveleteket kell végrehajtania.
Az E bemenet és az A kimenet teljesítményhatárai a másodpercenként feldolgozott jelek számában
|                            | E                            | A                            |
| -------------------------- | ---------------------------- | ---------------------------- |
| lyukkártya                 | {\displaystyle 10^{2}}-4·103 | 10²-4·102                    |
| lyukszalag                 | 10²-2·103                    | {\displaystyle 10^{1}}-3·102 |
| mágneses szalag            | 2·104-3·105                  | 2·104-3·105                  |
| mechanikus sornyomtató     |                              | 8·101-4·103                  |
| nem mechanikus sornyomtató |                              | 4·103-2·104                  |

Azokat a kimenőegységeket, amelyekkel betűket és számokat is be lehet vinni, illetve azokat a kimenőegységeket, amelyekkel számokat és betűket is leírhatunk, alfanumerikusnak, míg az ábramegjelenítésre is alkalmasakat grafikusnak nevezzük.